# デイトン・ライト XPS-1

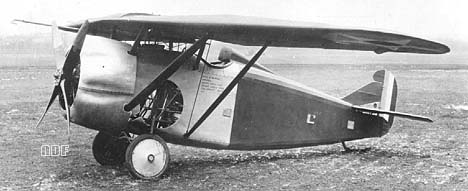
デイトン・ライト XPS-1

デイトン・ライト XPS-1（Dayton-Wright XPS-1）は1920年代のアメリカ陸軍の単座邀撃機である。1920年のゴードン・ベネット・カップに参加したレーサー、RB-1の設計をもとに開発された当時としては珍しい引込脚の戦闘機であった。
邀撃任務の戦闘機として、陸軍航空隊から発注された。PSの記号はPursuit Specialを示す。1917年に設立されたデイトン・ライトが開発した デイトン・ライト RB-1から引込脚機構や多くの特徴を引き継いだが、胴体から肩翼配置で片持ち単葉であったRB-1の主翼形式から前方視界を得るためにパラソル翼に改められ、胴体は鋼管構造に羽布張りとされた。胴体下部側面に収納される引込脚の機構は引き継がれ、手動クランクでチェーンを介して操作され、収納にかかる時間は10秒間、展伸は6秒間を要した。
アメリカ陸軍は3機の発注を行い、1923年から試験飛行が行われたが、性能が不十分で採用されることはなかった。

## 仕様
- 乗員： 1 名
- 全長： 5.84 m
- 全幅： 9.18 m
- 全高： 2.13 m
- 総重量： 778 kg
- エンジン： Lawrance J-1 radial piston, 200 hp
- 最高速度：235 km/h